# Evan McMullin
David Evan McMullin (Provo (Utah), 2 de abril de 1976) es un político y exagente federal estadounidense.
El 8 de agosto de 2016, McMullin anunció que se postulaba a la presidencia de los Estados Unidos como independiente. McMullin se describe a sí mismo como una alternativa más conservadora ante los candidatos de los dos principales partidos políticos, la demócrata Hillary Clinton y el republicano Donald Trump. 
En octubre de 2021, McMullin comenzó una campaña para el Senado de los Estados Unidos, compitiendo contra el titular Mike Lee en las elecciones de 2022.

## Primeros años y educación
McMullin nació en Provo (Utah), hijo de David McMullin, científico de la computación, y su esposa Lanie Bullard.
Estudio en la escuela secundaria superior de Auburn (Washington), luego asistió a la Universidad Brigham Young donde obtuvo una licenciatura en derecho. internacional y diplomacia en 2001. Obtuvo una maestría en administración de empresas en la escuela Wharton de la Universidad de Pensilvania en 2011.

## Carrera política
Después de graduarse de la Universidad Brigham Young en 2001 trabajo en Amán, Jordania como oficial de reasentamiento voluntario de refugiados para el alto comisionado de la Organización de las Naciones Unidas.
Trabajó para la Agencia Central de Inteligencia (CIA) entre 2001 y 2011, trabajando en el extranjero en operaciones de contraterrorismo e inteligencia en el medio oriente, África del Sur y el Sur de Asia como un agente encubierto. 
En 2016 inició una campaña presidencial, la cual es apoyada en su mayoría por republicanos contrarios a Donald Trump, como Rick Wilson, quien le ha ayudado a desarrollar su campaña en Florida.